# Calliostoma palmeri
Calliostoma palmeri är en snäckart som beskrevs av Dall 1871. Calliostoma palmeri ingår i släktet Calliostoma och familjen Calliostomatidae. Inga underarter finns listade i Catalogue of Life.